# Algernonia leandrii
Algernonia leandrii là một loài thực vật có hoa trong họ Đại kích. Loài này được (Baill.) G.L.Webster mô tả khoa học đầu tiên năm 2007.